# 克莱尔·多纳休
克莱尔·多纳休（英語：Claire Donahue，1989年1月12日—），美国女子游泳运动员。她曾代表美国参加2012年夏季奥林匹克运动会游泳比赛，获得女子4×100米混合泳接力金牌。